# Conus brocchii
Espèce
Conus brocchii est une espèce fossile de mollusques gastéropodes marins de la famille des Conidae.

## Taxonomie

### Publication originale
L'espèce Conus brocchii a été décrite pour la première fois en 1828 par le naturaliste allemand Heinrich Georg Bronn.